# Евангелическо-лютеранская церковь Аугсбургского исповедания
Централизованная религиозная организация "Евангелическо-Лютеранская церковь Аугсбургского исповедания" (ЕЛЦАИ) — лютеранская деноминация, созданная в 2006 году (получила официальную регистрацию в 2007 году). Позиционирует себя как наднациональную церковь. По утверждению основателей, была создана после отказа ЕЛЦИ и ЕЛКРАС принимать в свой состав новые лютеранские общины, созданные на территории РФ. Как утверждают основатели, многократно проявляла инициативу по объединению с другими лютеранскими церквями, заявляя, что единственная цель её создания — дать возможность юридической регистрации лютеранским общинам, не принимаемым в состав существовавших ранее церквей.

## История
Данная деноминация была организована 28 июня 2006 года пасторами — Константином Андреевым (который так же являлся руководителем российского отделения «Служения лютеранского часа»), и Владимиром Солодовниковым, который не был даже просто конфирмированным лютеранином. Тогда же президентом Генерального Синода ЕЛЦАИ был избран Владимир Пудов, занимавший ранее значительную должность в руководстве ЕЛКРАС. В новую церковную структуру вошли группы, созданные при участии СЛЧ.
В 2007 году в новую деноминацию перешёл бывший пробст Московского пробства ЕЛКРАС Владимир Кюнтцель, который на генеральном синоде церкви, прошедшем 28-29 июня 2008 года в Москве, стал епископом данной структуры. Оставил пост в 2010 году по болезни.
В 2007 году ЕЛЦАИ покинул один из её организаторов Владимир Солодовников.
С 2007 года ЕЛЦАИ начал переговоры с Евангелическо-Лютеранской Церковью Узбекистана (одной из земельных церквей, входящих в ЕЛКРАС) о партнёрстве, которые привели к заключению договора между этими деноминациями. В настоящее время ЕЛЦУ не исключает возможность выхода из ЕЛКРАС.
В декабре 2010 года глава ЕЛКРАС арх. Август Крузе в своём итоговом обращении упомянул о возможном возвращении части служителей и прихожан ЕЛЦ АИ в лоно ЕЛКРАС:

В отношении общин ЕЛЦ Аугсбургского Исповедания в нашей Церкви достигнута договоренность о том, что они могут быть приняты в ЕЛЦ, если будет подтверждена их лютеранская идентичность. Решение о принятии могут принять совместно епископ и пробст соответствующего региона. При переходе служителей ЕЛЦ АИ в ЕЛЦ будут учитываться как наличие теологического образования и прав ординации, так и мнение ЕЛЦ Ингрии в тех случаях, когда служитель ранее принадлежал к ЕЛЦИ.— Обращение Архиепископа ЕЛЦ Августа Крузе
.
В 2011 году на Генеральном синоде ЕЛЦ АИ епископом церкви был избран пастор московского прихода Св. Михаила Константин Андреев.
2012 году пастор Игорь Князев был избран и введён в должность епископа Северо-Западного духовного округа ЕЛЦ АИ.
29-30 марта 2012 г. в Москве состоялась конференция российских лютеран «Да будут все едины», организованная Евангелическо-Лютеранской Церковью Аугсбургского Исповедания (ЕЛЦ АИ). Участниками конференции стали: представители лютеранских церквей, протестантских конфессий, общественных и международных религиозных организаций, государственной власти, учёные религиоведы и юристы. Главной темой конференции стала инициатива ЕЛЦ АИ об интеграции существующих в России централизованных религиозных организаций в объединённый лютеранский союз с перспективой создания единой лютеранской церкви России. Подводя итоги работы конференции, её участники приняли решение о необходимости вышеуказанной интеграции.[значимость факта?]
ЕЛЦ АИ пытается налаживать сотрудничество с лютеранскими церквами за пределами Российской Федерации, в частности с лютеранами Германии и Финляндии.[значимость факта?]
28 апреля 2012 г. делегация в составе Епископа Евангелическо-Лютеранской Церкви Аугсбургского исповедания России Константина Андреева и Епископа Северо-Западного церковного округа ЕЛЦ АИ Игоря Князева, после трёхмесячного согласования и подготовительной работы, заключила Соглашение о сотрудничестве и совместной деятельности с Московской Семинарией Евангельских Христиан. В рамках соглашения Семинария начнёт подготовку кадровых служителей ЕЛЦ АИ уже в сентябре 2012 г. Объявлен набор на очное и заочное отделение ВУЗа. Конфессиональные предметы в рамках специальной лютеранской группы студентов будут читать приглашённые специалисты ЕЛЦ АИ.[значимость факта?]
16 – 19 апреля 2015 в Москве проходила конференция: «Живая традиция лютеранства: 500 лет в России», организованная Евангелическо-Лютеранской Церковью Аугсбургского Исповедания (Россия). Участниками конференции стали служители и делегаты общин ЕЛЦ АИ и братских лютеранских церквей, от Барнаула до Калининграда, Краснодара и Воронежа до Калуги, Владимира, Латвии, Республики Карелия, от Иркутска до Иерусалима, города Москва.  На пленарном заседании конференции была представлена программа мероприятий ЕЛЦ АИ на 2016 – 2017 гг., посвящённая 500-летнему юбилею Реформации, обсуждались тематические и организационные вопросы её реализации. Программа была утверждена и её открытие назначено  на апрель 2016 г. в г. Воронеже, отмечающем в 2016 году 250-летие лютеранской общины города.[значимость факта?]
Важным событием конференции стало подписание договора о евхаристическом общении со Старокатолической Церковью Словакии и Московской декларации консервативных апостольских церквей Европы. Договор интеркоммуниона и обоюдного признания духовных санов служителей открывает возможность служителям ЕЛЦ АИ участвовать в проведении богослужений и совершать Таинства в общинах консервативных старокатолических и англиканских  церквей по всему миру. В свою очередь священники старокатолических церквей могут служить в приходах ЕЛЦ АИ, находящихся в России и за рубежом.[значимость факта?]
24 ноября 2014 года ЕЛЦ АИ подписала договор о партнёрстве и общении со Старокатолической церковью Словакии. ЕЛЦАИ находится в братских контактах с высокоцерковными лютеранскими юрисдикциями, церковными объединениями, движениями и монастырями в Европе, и других странах.
19 октября 2016 года Павел Бегичев хиротонисан во епископы с передачей апостольского преемства от восьми епископов. 23 октября 2016 года поставлен на служение викарного епископа при начальствующем епископе ЕЛЦ АИ. В поставлении участвовал архиепископ старокатолической церкви Словакии Августин Бачинский.
ЕЛЦ АИ  принадлежит к консервативному «высокоцерковному» движению в лютеранстве, епископы ЕЛЦАИ рукоположены в соответствии с древней христианской традицией апостольского преемства, признаётся традиция монашества, не допускается рукоположение женщин в священники и епископы. Однако в состав ЕЛЦАИ, кроме высокоцерковных, входят также наиболее старые немецкие пиетистские общины и приходы евангелической низкоцерковной традиции. ЕЛЦАИ представляет собой конвергентную лютеранскую церковь, в которой служат и старокатолические священнослужители. А также в 2015 году ЕЛЦАИ выступила инициатором создания в составе Всемирного Совета Национальных Католических Церквей автокефальной Церковной Провинции Св. Михаила Архангела, которая была создана в 2017 году с благословения Его Святейшества Патриарха Всемирного Совета Национальных Католических Церквей Августина Бачинского. Епископ Павел Бегичев был возведён в сан Архиепископа, а затем в сан митрополита Церковной Провинции Св. Михаила Архангела.
В марте 2017 года Константин Андреев подал в отставку с поста начальствующего епископа ЕЛЦАИ. Новым архиепископом был избран Александр Франц, первым заместителем архиепископа ЕЛЦАИ избран Павел Бегичев.
В феврале 2018 года подал в отставку Пудов В.С.
В 2019 году митрополит Павел Бегичев был избран Генеральным Ординарием ЕЛЦАИ, а Александр Франц переизбран Архиепископом ЕЛЦАИ.
1 июня 2022 года митрополит Павел Бегичев сложил с себя полномочия генерального ординария ЕЛЦАИ.
Новым генеральным ординарием был избран Владимир Сергеевич Пудов, который умер 8 августа 2022 года. После его смерти пост председателя вакантен.
29 августа 2022 года митрополит Павел Бегичев принял заявление о прекращении интеркоммуниона между ЕЛЦАИ, Карельской Евангелическо-Лютеранской Церковью(КЕЛЦ) с одной стороны и Всемирным советом Национальных Католических Церквей с другой, а также об утрате Апостольского преемства ЕЛЦАИ и КЕЛЦ.

## Структура
На территории России в ЕЛЦАИ действуют шесть церковных округов:
- Центральный церковный округ;
- Северный церковный округ;
- Приходы ЕЛЦАИ, не находящиеся на территории России, формируют Зарубежный Церковный Округ ЕЛЦАИ, возглавляемый суперинтендентом Даниилом Суворовым.